# 夏延語
夏延语（IPA：[tse̥hésene̥stsesto̥tse]；非標準拼寫：Tsisinstsistots）是美國原住民夏安族（主要是在美国蒙大拿州和俄克拉荷马州）使用的语言。它是阿尔冈昆语族的一支。像其他阿尔冈昆语族语言一样，它具有复杂的黏着形态。即使在美国蒙大拿州和俄克拉荷马州，夏安语在某種程度上也被认为是濒临灭绝的語言。

## 使用區域
夏延语主要在蒙大拿州和俄克拉荷马州的北夏安印第安人保留區里使用。截至2013年3月，北夏安印第安人保留區约有10,050名已注册的印第安部落成员，其中约4,939名居住在该保留区；五岁或以上人口中略多于四分之一的人使用除英语以外的其他语言。

### 現狀
夏延语在蒙大拿州被认为是“绝对濒危”并在俄克拉何马州由联合国教科文组织認定為“极度濒危”。根据联合国教科文组织的数据，在蒙大拿州，該語言使用人數约为1700人。在俄克拉荷马州，只有400名年長者在使用夏延語。目前在美国其他州都没有人使用夏延语。

## 翻译
1915年，門諾會传教士羅道夫·查爾斯·皮特(Rodolphe Charles Petter)出版了有關夏延語的巨型詞典。

## 備註
1. ↑  Hammarström, Harald; Forkel, Robert; Haspelmath, Martin; Bank, Sebastian (编). . . Jena: Max Planck Institute for the Science of Human History. 2016.
2. ↑  .   [2020-03-17]. （原始内容存档于2011-02-02）.
3. ↑  .   [2012-09-29]. （原始内容存档于2012-08-05）.
4. ↑  "Petter, Rodolphe Charles (1865-1947)" 的存檔，存档日期June 4, 2011，. Global Anabaptist Mennonite Encyclopedia Online, accessed September 20, 2009
5. ↑  "Petter, 1915, English-Cheyenne Dictionary （页面存档备份，存于）.

## 參閲
- 夏延語音系(Cheyenne phonology)
- 夏延語語法(Cheyenne grammar)